# Evropska prestolnica kulture
Evropska prestolnica kulture (krajše: EPK) je naziv, ki ga za dobo enega koledarskega leta nosi eno ali več mest v Evropski uniji, ki sodelujejo v programu Evropska prestolnica kulture.
Akcijo Evropska prestolnica kulture je na pobudo tedanje grške ministrice za kulturo Meline Mercouri sprejel Svet Evropske unije 13. junija 1985. Do vključno leta 2004 so bila mesta, vredna gostitve dogajanja, izbrana soglasno na medvladni ravni, Evropska komisija pa je zagotovila sofinanciranje. 25. maja 1999 pa sta Evropski parlament in Svet s Sklepom 1419/1999 postopek spremenila. Evropsko prestolnico kulture za vsako leto imenuje Svet Evropske unije na priporočilo Evropske komisije, ta pa upošteva poglede žirije, sestavljene iz sedmih uglednih neodvisnih izvedencev za področje kulture.
Poleg tega je leta 1990 evropsko kulturno ministrstvo vpeljalo še akcijo Evropski mesec kulture, ki je po svoji naravi sorodna akciji Evropska prestolnica kulture, vendar traja krajši čas in je namenjena predvsem srednje- in vzhodnoevropskim državam.

## Seznam evropskih prestolnic kulture
- 1985 –  Atene
- 1986 –  Firence
- 1987 –  Amsterdam
- 1988 –  Berlin
- 1989 –  Pariz
- 1990 –  Glasgow
- 1991 –  Dublin
- 1992 –  Madrid
- 1993 –  Antwerpen
- 1994 –  Lizbona
- 1995 –  Luxembourg
- 1996 –  København
- 1997 –  Solun
- 1998 –  Stockholm
- 1999 –  Weimar
- 2000 –  Avignon,  Bergen,  Bologna,  Bruselj,  Helsinki,  Krakov,  Reykjavík,  Praga,  Santiago de Compostela
- 2001 –  Porto,  Rotterdam
- 2002 –  Brugge,  Salamanca
- 2003 –  Gradec
- 2004 –  Genova,  Lille
- 2005 –  Cork
- 2006 –  Patras
- 2007 –  Sibiu,  Luksemburg
- 2008 –  Liverpool,  Stavanger
- 2009 –  Linz,  Vilna
- 2010 –  Essen,  Pécs,  Istanbul
- 2011 –  Turku,  Talin
- 2012 –  Guimarães,  Maribor
- 2013 –  Marseille,  Košice
- 2014 –  Riga,  Umeå
- 2015 –  Mons,  Plzeň
- 2016 –  San Sebastián,  Vroclav
- 2017 –  Aarhus,  Pafos
- 2018 –  Leeuwarden,  Valletta
- 2019 –  Matera,  Plovdiv
- 2020 –  Reka,  Galway
- 2021 – zaradi pandemije covida-19 preloženo za eno leto; Reki in Galwayju se je naslov podaljšal do 30. aprila 2021[1]
- 2022 –  Kaunas,  Esch-sur-Alzette,  Novi Sad
- 2023 –  Veszprém,  Temišvar,  Elevzina
- 2024 –  Tartu,  Bad Ischl,  Bodø
- 2025 –  Nova Gorica[2] skupaj z Gorico,  Chemnitz

### Prihodnje Evropske prestolnice kulture
- 2026 –  Trenčín,  Oulu
- 2027 –  Liepāja,  Évora
- 2028 –  Češke Budejovice,  Bourges,  Skopje

## Evropski mesec kulture
- 1990 - Krakov, Poljska
- 1993 - Gradec, Avstrija
- 1994 - Budimpešta, Madžarska
- 1995 - Nikozija, Ciper
- 1996 - Sankt-Peterburg, Rusija
- 1997 - Ljubljana, Slovenija
- 1998 - Linz, Avstrija; La Valeta, Malta
- 1999 - Plovdiv, Bolgarija
- 2001 - Basel, Švica; Riga, Latvija